# Aguascalientes (település)
Aguascalientes (nevének jelentése: forró vizek) nagyváros Mexikóban, Aguascalientes állam fővárosa. 2010-ben mintegy 722 000-en lakták, de a hozzá tartozó, három községből álló agglomeráció lakossága a 930 000-et is meghaladta.
A város egyike Mexikó legélhetőbb városainak: egy felmérés szerint a legtisztább város egész Latin-Amerikában, fontosnak tekintik a környezetvédelmet és a fenntartható fejlődést, és üzleti szempontól is kedvező a környezet: 2012-ben Mexikó második legjobb befektetési klímájú városának mérték.

## Földrajz

### Fekvése
A város Mexikó középső részén, a Mexikói-fennsíkon, a Nyugati-Sierra Madre hegyeinek keleti lábánál terül el. Legnagyobb része 1860–1880 méter közötti tengerszint feletti magasságban fekvő síkság, de keleti városrészei már egy alacsony dombvidékre kúsznak fel.
Állandó folyója a San Pedro, mely a város nyugati határában folyik északról dél felé. Ennek több mellékfolyója (San Nicolás, El Cedazo, San Francisco) is átszeli a várost, de ezekben a száraz éghajlat következtében nem állandóan folyik víz.

### Éghajlat
A város éghajlata meleg, de nagy forróság soha sincs: a havi átlaghőmérsékletek a januári 22,3 °C és a májusi 30,7 °C között vannak, a mért melegrekord 37,0 °C volt, a legnagyobb hideg pedig -5,0 °C. Csapadék viszonylag kevés hull, összesen évi 476 mm, ennek is kb. 80%-a a júniustól szeptemberig tartó 4 hónapos időszak alatt.
| Hónap                                   | Jan. | Feb. | Már. | Ápr. | Máj. | Jún. | Júl. | Aug. | Szep. | Okt. | Nov. | Dec. | Év   |
| --------------------------------------- | ---- | ---- | ---- | ---- | ---- | ---- | ---- | ---- | ----- | ---- | ---- | ---- | ---- |
| Rekord max. hőmérséklet (°C)            | 29,5 | 30,5 | 32,5 | 36,0 | 37,0 | 36,5 | 34,0 | 32,5 | 32,0  | 31,5 | 30,0 | 29,0 | 37,0 |
| Átlagos max. hőmérséklet (°C)           | 22,3 | 24,1 | 26,6 | 28,8 | 30,7 | 29,5 | 27,2 | 27,0 | 26,4  | 25,8 | 24,6 | 22,8 | 26,3 |
| Átlaghőmérséklet (°C)                   | 13,4 | 14,9 | 17,6 | 20,1 | 22,5 | 22,5 | 21,0 | 20,7 | 20,2  | 18,5 | 16,1 | 14,1 | 18,5 |
| Átlagos min. hőmérséklet (°C)           | 4,4  | 5,8  | 8,5  | 11,3 | 14,3 | 15,5 | 14,7 | 14,4 | 14,0  | 11,2 | 7,5  | 5,4  | 10,6 |
| Rekord min. hőmérséklet (°C)            | −4,5 | −4,5 | −1,0 | 1,0  | 4,5  | 6,0  | 8,0  | 9,0  | 5,0   | 2,0  | −3,0 | −5,0 | −5,0 |
| Átl. csapadékmennyiség (mm)             | 15   | 5    | 1    | 6    | 20   | 70   | 116  | 116  | 77    | 32   | 8    | 11   | 476  |
| Forrás: Servicio Meteorológico Nacional |      |      |      |      |      |      |      |      |       |      |      |      |      |

## Közlekedés
A város fontos útvonalak metszéspontjában fekszik: a 45-ös főút észak-déli irányban halad át rajta, a 70-es pedig kelet-nyugati irányban. Nem érinti a várost, de hozzá igen közel indul a 71-es út két szakasza, az egyik Jalisco, a másik Zacatecas állam irányába. Aguascalientest érinti a Mexikóváros és Ciudad Juárez közötti fontos vasútvonal is.
A légiközlekedést a Jesús Teran Peredo nemzetközi repülőtér biztosítja.

## Gazdaság

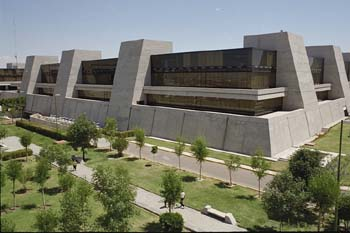
Az INEGI központja

Aguascalientes gazdasága fejlettebb az országos átlagnál, 2012-ben Mexikó második legjobb befektetési klímájú városának mérték. Régebben a könnyűipar, azon belül is a textilipar dominált, de ma már rendkívül vegyes a megtelepült üzemek profilja. Itt működik többek között a Nissan legjelentősebb mexikói gyára, ahol a Sentra, a Tiida (Sedan és Versa HB), valamint a Micra (helyi nevén: March) modelleket gyártják. Emellett több másik multinacionális vállalat, például a Toyota, a Texas Instruments. és a Flextronics is működtet gyárat a városban. Számos embernek ad munkát az INEGI (Instituto Nacional de Estadística y Geografía), azaz a Nemzeti Statisztikai és Földrajzi Intézet, melynek országos központja 1985 óta Aguascalientesben található.

## Népesség
Ahogy egész Mexikóban, Aguascalientes szűken vett városában is és az agglomerációban is folyamatosan növekszik a népesség. Ezeket a változásokat szemlélteti az alábbi táblázat (1990-ben még más volt az állam felosztása, ezért a agglomeráció népessége nem adható meg):
| Év   | Lakosság (Aguascalientes város) | Lakosság (Aguascalientesi agglomeráció) |
| ---- | ------------------------------- | --------------------------------------- |
| 1990 | 440 425                         | nincs adat                              |
| 1995 | 537 523                         | 655 139                                 |
| 2000 | 594 092                         | 727 582                                 |
| 2005 | 663 671                         | 834 498                                 |
| 2010 | 722 250                         | 932 369                                 |

## Története

### A város alapítása
A terület őslakói különböző csicsimék népek voltak, akik nomád életmódot folytattak. A mai város egyes részein (legkorábban a mai Triana, San Marcos, Guadalupe és Estación területén) megtelepedő spanyolok házai körül kialakuló kis településekből szervezték meg 1575. október 22-én a várost, mely a Villa de Nuestra Señora de la Asunción de las Aguas Calientes nevet kapta, utalva a környéken fellelhető hévízforrásokra. A villa alapítását elrendelő okiratot Jerónimo de Orozco, Új-Galicia bírósági elnöke írta alá. A város egyik fő szerepe az lett, hogy a Zacatecas és Mexikóváros közötti úton, az úgynevezett Ruta de la Platán, vagyis Az Ezüst Újtán haladóknak a harcos indiánok elleni védelmet és szálláshelyet nyújtson.
1602-ben Alonso de la Mota y Escobar püspök, útba ejtve a települést, parókia rangra emelte azt, és Szűz Máriát tette meg védőszentjéül.

### Az első évszázadok
A kisváros életének első évtizedei szörnyűen teltek. A csicsimékek állandó támadásait csak súlyosbították a járványok és a szegénység. Mindezek következtében kevésen múlt, hogy az összes lakó el nem pusztult vagy el nem vándorolt és hogy a település nem szűnt meg teljesen. 1584-ben mindössze 17 katona egy parancsnokkal és két birtokos élt itt. A századfordulóra a csicsimékekkel való háborúskodás véget ért, igaz, azon az áron, hogy szinte teljesen kipusztultak a környékről az őslakók. Így a település elindulhatott a békés fejlődés útján, 1609-ben Gaspar de la Fuentének köszönhetően városépítési szabályozás is született. Aguascalientes politikai jelentősége is megnőtt, amikor hamarosan a környező alcaldía központjává tették. A következő évszázadban a város lassan, de biztosan növekedett, újabb házak sokasága és több templom is megépült, egyre többen kezdtek mezőgazdasággal és kereskedelemmel foglalkozni.
A város később jelentős textilipari központtá vált, ez az iparág ma is meghatározó a helyi gazdaságban. A függetlenség elérése és az államok rendszerének megszervezése után a terület még Zacatecas része volt, de 1835-ben megalakult az önálló Aguascalientes állam. A század végére egyre több gyár (főleg továbbra is könnyűipariak), köztük malmok és keményítőgyárak épültek, valamint megépült a vasút is.

### 20. század
Aguascalientes rendkívül fontos szerepet játszott a mexikói forradalomban: 1914 októberében ide hívták össze az aguascalientesi forradalmi konventet (Convención Revolucionaria), melynek célja az volt, hogy egységet teremtsen a forradalmárok szétszakadni látszó csoportosulásai között és meghatározza a jövőbeli kormányprogramot.

## Turizmus, látnivalók

### Műemlékek, szobrok

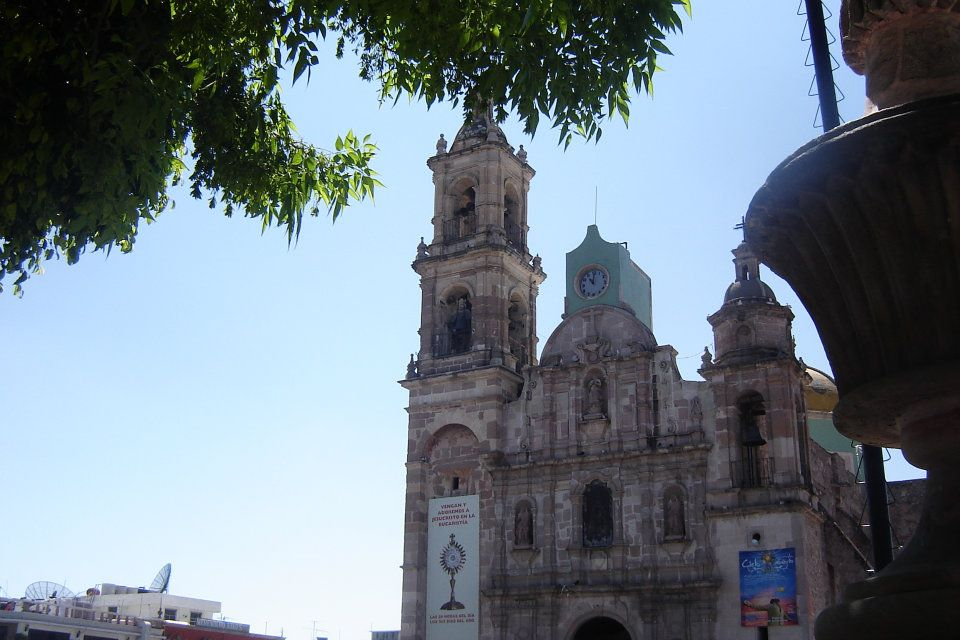
A Szent Márk-templom

A történelmi városközpontban számos régi műemlék látható. 1650-ben épült a kormányzati palota, 1700-ban a községi palota, a Guadalupe-templom a 18. század végéről származik és barokk stílusú és szintén 18. századi barokk épület a Templo del Encino, ugyanebből a századból származik a Szent Márk-templom, a Templo de San Diego, a Templo de la Merced, a Szent József-templom, és a Casa de la Cultura is. A 19. és a 20. század fordulóján épült a Szent Antal-templom.
1808-ban emelték a La Exedra oszlopot, mely Mexikó középpontját jelképezi (valójában nem itt van a földrajzi középpont), 1842 és 1847 között építették a Jardín de San Marcos kapuzatát és balusztrádos kőkerítését, 1882 és 1885 között pedig a Morelos színházat.
Két legértékesebb szobra a 16. századból származó Virgen de la Asunción (a Szent Márk-templomban) és a 19. századi La Libertad (A Szabadság) című szobor (a Museo de la Ciudad múzeumban).

### Múzeumok

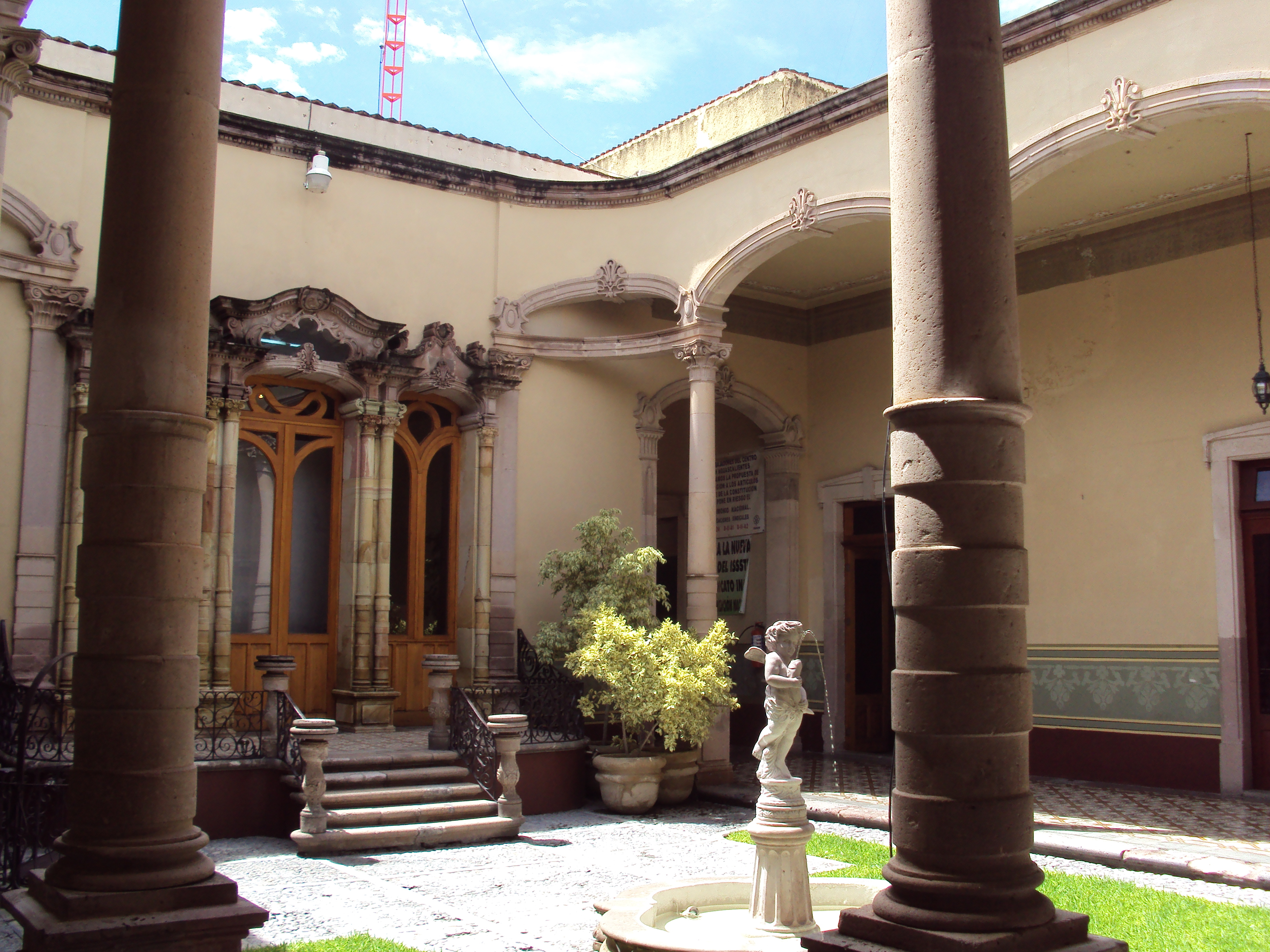
A történelmi múzeum

- Museo Regional de Historia – az állam történelmét és régészeti leleteit az ősi leletektől kezdve egészen a spanyol korszakig bemutató múzeum
- Museo José Guadalupe Posada – a Barrio del Encino történelmi városrészben található múzeum José Guadalupe Posada metszet- és rajzkészítő művész, karikaturista és más művésztársainak alkotásait mutatja be
- Museo de Arte Contemporáneo – ennek a kortárs művészeti múzeumnak az épülete egykor a forradalmárok búvóhelye volt, később az 1970-es években leégett, nemrég pedig felújították. Érdekesség, hogy egykor az Independencia út 8-as szám alatt állt, az utcának ezt a nevet pedig az a J. Jesús Rábago adta, aki 1888. nyolcadik hónap 8-án született.
- Museo de Aguascalientes – vegyes művészeti múzeum egy Refugio Reyes Rivas által tervezett épületben, mely 50 éven át normáliskola is volt. Bemutatja többek között a fél karját elvesztő Jesús Fructuoso Contreras szobrász alkotásait, vagy Saturnino Herránéit, akit a legmexikóibb festőnek és a legfestőbb mexikóinak szoktak nevezni.
- Descubre – Museo Interactivo de Ciencia y Tecnología – interaktív tudományos és technológiai múzeum, többek között itt található az ország legnagyobb Omnimax vetítővászna.[14]

### A Feria Nacional de San Marcos

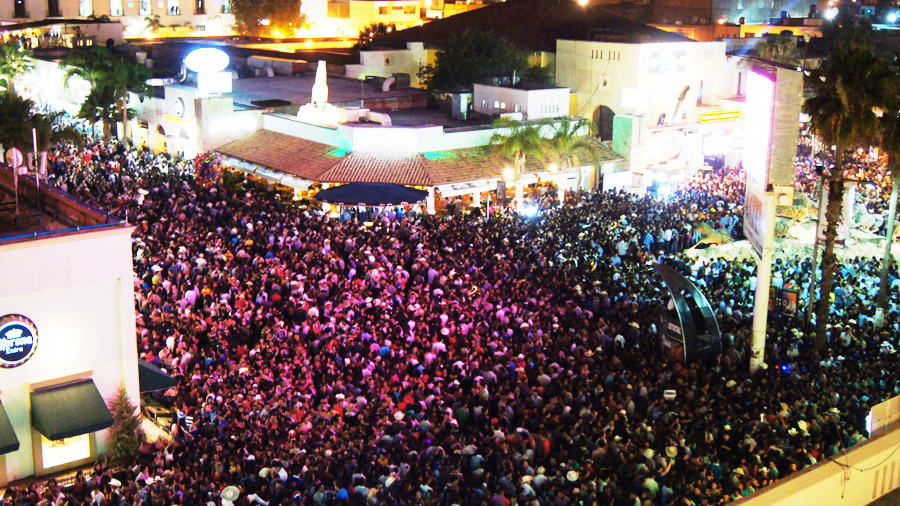
Tömeg a 2012-es Feria Nacional de San Marcoson

Aguascalientes legfontosabb fesztiválja a Feria Nacional de San Marcos, melyet évente április–május hónapokban rendeznek meg. Története 1828-ra nyúlik vissza, amikor őszi (szüreti) mezőgazdasági vásár formájában szervezték meg, és hamarosan az ország legjelentősebb vásárává nőtt. Később az egyház területet adományozott a városnak abból a célból, hogy ott felépítsék a Jardín de San Marcost, ahol ezután a vásárokat tartották, és időpontját is áttették Szent Márk ünnepe (április 25.) köré, tavaszra. Az ünnephez kapcsolódóan bika- és kakasviadalokat is szoktak tartani. 1958-ban Adolfo López Mateos elnök nemzeti (nacional) rangra emelte a vásárt, később pedig a rendezvény jócskán túllépett eredeti keretein: ma már sokszínű kulturális eseménynek számít, látogatók tízezreit vonzza. 1924 óta évente választják meg az ünnep királynőjét is.

## Sport
2003-ban a fővárosból Aguascalientesbe költözött mexikói futballtörténelem egyik meghatározó csapata, a háromszoros bajnok Club Necaxa, amely néhány évnyi, másodosztályban töltött idő után 2016-tól ismét az első osztályú bajnokságban szerepel. A piros-fehér klubszínekkel rendelkező csapat stadionja az Estadio Victoria, mely a város központi részének keleti felén található, körülbelül 25 500 férőhelyes.
Népszerű sport a városban a kosárlabda is, a Panteras de Aguascalientes klub a legmagasabb osztályú bajnokságban, az LNBP-ben játszik, 2003-ban a bajnoki címet is megszerezték.
Ugyancsak egyszeres bajnok a ma is első osztályú baseballcsapat, a Rieleros de Aguascalientes: ők 1978-ban győzedelmeskedtek a bajnokságban.
2009-ben avatták fel az Autódromo Internacional de Aguascalientes nemzetközi NASCAR-versenypályát, melynek hossza 1,4 km.